# Vedutmaleri
Vedutmaleri, vedutemaleri eller blot vedute (af italiensk veduta, syn, udsigt) er landskabsmaleri med vægt på det topografiske.
Vedutmaleri er en form for landskabsmaleri, der fremstiller de kønne udsigter, ”vuer”, prospekter, og på grundlag af en tegnet eller malet studie søger at gengive med ”portrætlighed” en eller anden bestemt køn egn, et interessant punkt og lignende; da vedutmaleri netop vil fæste til lærredet et vist ”parti”, som øjet har mødt ude i naturen, er det væsentlig bundet til en række enkeltheder, der kendetegner just det prospekt, der skal males. Vedutmaleri kan således let blive tør topografi og anvendt perspektivlære; men naturligvis frembyder vedutmaleri i virkeligheden talrige afskygninger. Historisk fremtræder vedutmaleri som modsætning til det historiske landskab, det komponerede ideal-landskabsmaleri. Alpemalere som Johann Ludwig Aberli, François Diday, Alexandre Calame med flere, og skildrere af Norges natur som J.C. Dahl, August Wilhelm Leu med mange flere var på en vis måde ”vedutmalere”; over for Pierre-Henri de Valenciennes og hans skole, der i fransk kunst forbenede de Poussin'ske traditioner til en rent skabelonmæssig laven ”klassiske landskaber”, optræder Louis Etienne Watelet som en ret indtagende og frisk repræsentant for vedutmaleri stillet over for den romantiske skoles landskabskunst, det stemningsbårne naturalistiske landskabsmaleri for eksempel Henri Rousseau, tager ældre tiders vedutmaleri sig ret dilettantisk og småtskåret ud, og vedutmaleri tages nu gerne i betydning af et prospektmaleri med en række perspektivisk grupperede enkeltheder uden dybere kunstnerisk opfattelse.

## Vedutisti
Dette er en alfabetisk liste over prominente malere, aktive som vedutisti, afbilledere i Italien mellem omkring 1620 og omkring 1800:
- Francesco Albotto (1721-1757)
- Francesco Battaglioli (ca 1722-1796?)
- Gabriel Bella
- Bernardo Bellotto (1721-1780)
- Bartolomeo Pedon (Bortolo) (1665-1732)
- Giuseppe Bernardino Bison (1762-1844)
- Jan Frans van Bloemen (Orizzonte) (1662-1749)
- Peeter van Bloemen (Antwerpen (Standart) (1657-1720)
- Carlo Bonavi (eller Bonaria) (1750-88)
- Paul Bril (1554-1626)
- Antonio Canale (1697-1768)
- Luca Carlevarijs (1663-1768)
- Pietro Cappelli (1646-1727)
- Leonardo Coccorante (1700-1750)
- Giovanni Battista Falda (1640-1678)
- Francesco Foschi (1710-1780)
- Pietro Gaspari (1720-1785)
- Giovanni Ghisolfi (1623-1683)
- Francesco Guardi (1712-93)
- Giacomo Guardi (1764-1835)
- Philipp Hackert (1737-1807)
- Antonio Joli (1700-77)
- Andrea Locatelli (1695-1741)
- Alessandro Magnasco
- Michele Marieschi (1710-43)
- Gennaro Greco Mascacotta (1663-1714)
- Giovanni Paolo Pannini (1691-1765)
- Bartolomeo Pedon (Bortolo) (1665-1732)
- Giovanni Battista Piranesi (1720-1788)
- Giacomo Quarenghi
- Marco Ricci (1676-1729)
- Johan/Giovanni Richter (1665-1745)
- Giuseppe Vasi (1710-1782)
- Gaetano Vettorali (1701-1783)
- Antonio Visentini (1688-1782)
- Gaspar van Wittel (Vanvitelli)
- Giuseppe Zais (1709-84)
- Giuseppe Zocchi (1711-1767)
- Francesco Zuccarelli(1702-1788)
- Antonio Zucchi (1726-1795)